# Logická analýza
Logická analýza je postup rozkladu na součásti, v němž rozhodující roli hrají pojmy nebo kategorie logiky, jako například logický pojem pojmu, logický pojem výrazu, logický pojem významu, logický pojem užívání výrazu, logický pojem vyjadřování atd.
Logická analýza je zkoumání struktury jazykových výrazů z hlediska logiky, tj. s ohledem na využití jazykových výrazů při úsudku nebo logickém vyplývaní. Výsledkem logické analýzy jména je termín, výsledkem logické analýzy věty je formule.
V analytické filosofii je logická analýza analýza, jejímž předmětem je význam a používání těch jazykových výrazů, o nichž se předpokládá, že vyjadřují příslušný význam.
Podle G. E. Moora je logická analýza analýza, která má formu postupu definování. Moore rozlišuje v logické analýze analysandum, čili to, co se má analyzovat, a analysans, čili to, co analyzuje. Například ve výrazu Vedení je dobře zdůvodněna, pravdivá víra. je výraz vedení analysandum a výraz dobře zdůvodněná, pravdivá víra analysans. Tvrzení, které je v této analýze obsažené, je tvrzení vztahu synonymie mezi analysandom a analysansom v jazyce. Pokud je toto tvrzení pravdivé, má status analytické pravdivosti.